# 新星路
新星路，是浙江省宁波市的一条道路，因新星村而得名，起点位于环城西路、青林渡路交叉口，东接环城北路，终点位于姚江西路，西接邵家渡大桥、邵渡路，为环城北路的西延伸线:986，其中环城西路至机场路段于1999年通车:219，机场路至后孙学校西侧道路段于2015年通车，后孙学校西侧道路至姚江西路段（邵家渡大桥及接线段）预计于2026年通车。

## 主要交汇道路
- 东接环城北路
- 北：青林渡路、南：环城西路
- 悠云路
- 丽园北路
- 江星路
- 机场路
- 望童北路
- 新园路
- 庙洪路
- 学院路
- 姚江西路
- 西接邵家渡大桥、邵渡路